# Andre Braugher
Andre Braugher, né le 1er juillet 1962 à Chicago (Illinois) et mort le 11 décembre 2023 à New York, est un acteur américain.
Connu pour son travail à la télévision, il remporte un Primetime Emmy Award du meilleur acteur dans une série télévisée dramatique en 1998 pour son rôle de Frank Pembleton (en) dans la série télévisée Homicide, et un Primetime Emmy Award du meilleur acteur dans une mini-série ou un téléfilm en 2006 pour son interprétation de Nick Atwater dans Thief. De 2013 à 2021, il est à l'affiche de Brooklyn Nine-Nine dans le rôle du capitaine Ray Holt.

## Biographie

### Jeunesse
Andre Braugher est diplômé de l'université Stanford.

### Carrière
Andre Braugher débute à l'écran en 1989 dans le film Glory d'Edward Zwick, dans lequel il joue le soldat de l'Armée de l'Union Thomas Searles qui rejoint le premier régiment noir.
Il devient connu pour son interprétation du détective « bien-pensant, intense, de formation jésuite et acharné »  Frank Pembleton (en), expert en interrogatoire, dans la série procédurale Homicide qu'il tient entre 1993 et 1998, soit les six premières saisons. La série produite par Barry Levinson et qui s'inspire du roman du journaliste David Simon lui permet de remporter en 1998 l'Emmy Award du meilleur acteur dans une série télévisée dramatique. Il reprend le rôle en 2000 pour les besoins du téléfilm de conclusion. Le producteur Tom Fontana déclare en 2014 que la série débute avec une distribution d'ensemble « Et c'est devenu The Andre Braugher Show. Tous les scénaristes voulaient écrire pour lui parce qu’il était génial et parce qu’ils voulaient voir s’ils pouvaient l'esquinter, le faire perdre son jeu. [...] Il pouvait dire tellement de choses avec ses yeux. »,.
Parmi ses nombreux rôles au cinéma, on peut citer sa présence dans Piège en eaux troubles (1993), Peur primale (1996), La Cité des anges (1998) et Fréquence interdite (2000).
Il tient le rôle principal dans la série télévisée Thief, diffusée sur la chaîne américaine FX en 2006. Le rôle le permet de glaner l'Emmy Award du meilleur acteur dans une mini-série ou un téléfilm.
Il joue le personnage du capitaine Bradford dans le film Poséidon (2006), remake du film de 1972. Andre Braugher joue dans deux adaptations de Stephen King : Salem (2004) à la télévision et The Mist (2007) dans une adaptation au cinéma réalisée par Frank Darabont et qui réunit également Thomas Jane, Laurie Holden et Marcia Gay Harden.
En 2009 et 2010, il apparaît dans plusieurs épisodes de la sixième saison de la série médicale Dr House. Opposé à Hugh Laurie, il incarne le Dr Darryl Nolan, le psychiatre en chef de l'hôpital psychiatrique dans lequel le Dr Gregory House est interné. Il reprend le personnage en 2012 dans le dernier épisode de la série.
De 2013 à 2021, il endosse le rôle le capitaine Ray Holt dans la série policière comique Brooklyn Nine-Nine.
En 2023, il avait été choisi pour incarner le personnage de A.B Wynter dans la série Netflix La Résidence, mais est mort au milieu du tournage, alors qu'il avait déjà filmé plusieurs scènes. Il est remplacé par Giancarlo Esposito, qui a accepté de reprendre le rôle. Une dédicace à son nom apparaît à la fin du dernier épisode de la série.

### Vie privée
Braugher était marié à Ami Brabson, une actrice qu'il a rencontrée sur le tournage de Homicide, et avec qui il a eu trois fils.

### Décès
Andre Braugher meurt le 11 décembre 2023 à 61 ans des suites d'un cancer du poumon, diagnostiqué quelques mois plus tôt,. À la suite de sa mort, nombre de ses anciens collègues ont salué sa gentillesse, sa bienveillance et ses talents d'acteur.

## Filmographie

### Télévision
- 1989 : Kojak : l'inspecteur Winston Blake
- 1990 : Murder in Mississippi (en) : Dennis
- 1990 : Somebody Has to Shoot the Picture (en) : Dan Weston, journaliste pour le Time Magazine
- 1990 : The Court-Martial of Jackie Robinson : Jackie Robinson
- 1993 : Class of '61 : Lucius
- 1993-1998 : Homicide (Homicide: Life on the Street) : inspecteur Frank Pembleton
- 1993 : Without Warning: Terror in the Towers
- 1995 : Pilotes de choix (The Tuskegee Airmen) : Benjamin O. Davis
- 1996 : New York, police judicaire (Law & Order) (saison 6, épisode 13) : inspecteur Frank Pembleton
- 1998 : Africans in America: America's Journey Through Slavery : (voix)
- 1999 : Passing Glory (en) : père Joseph Verrett
- 1999 : Love Songs : Ellis
- 2000 : Homicide: The Movie : Frank Pembleton
- 2000-2001 : Gideon's Crossing : Dr Ben Gideon
- 2001 : Coup de cœur (One from the Heart) : le narrateur
- 2002 : 10,000 Black Men Named George (en) : A. Philip Randolph
- 2002-2004 : Le Justicier de l'ombre : Marcellus Washington
- 2003 : Soldier's Girl : le sergent Carlos Diaz
- 2004 : Salem (Salem's Lot) de Mikael Salomon : Matt Burke
- 2004 : The Jury : le juge Loren Price
- 2006 : Thief : Nick Atwater
- 2008 : La Menace Andromède (Andromeda Strain) : le général George Mancheck
- 2009 : Men of a Certain Age : Owen
- 2009-2012 : Dr House : le docteur Nolan
- 2010 : Miami Medical : le docteur William Rayner
- 2011-2012 : New York, unité spéciale (saison 13, épisodes 6, 10, 16 et 17) : avocat de la défense Bayard Ellis
- 2012-2013 : Last Resort : le capitaine Marcus Chaplin
- 2013-2021 : Brooklyn Nine-Nine : le capitaine Ray Holt
- 2013 : New York, unité spéciale (saison 14, épisode 13) : avocat de la défense Bayard Ellis
- 2015 : New York, unité spéciale (saison 16, épisode 21) : avocat de la défense Bayard Ellis
- 2016 : New Girl : le capitaine Raymond Holt
- 2017 : BoJack Horseman : Woodchuck Coodchuck-Berkowitz

### Cinéma
- 1989 : Glory : Thomas Searles
- 1993 : Piège en eaux troubles (Striking Distance) : le procureur de district Frank Morris
- 1996 : Peur primale (Primal Fear) : Tommy Goodman
- 1996 : Get on the Bus : Flip
- 1998 : Louisville
- 1998 : La Cité des anges (City of Angels) : Cassiel
- 1999 : It's the Rage (en) de James D. Stern et Keith Reddin : Tim
- 1999 : Comme un voleur (Thick as Thieves) de Scott Sanders : Dink Reeves
- 2000 : Sanglante Méprise : Cleveland
- 2000 : Fréquence interdite (Frequency) : Satch DeLeon
- 2000 : Duos d'un jour (Duets) de Bruce Paltrow : Reggie Kane
- 2006 : Poséidon (Poseidon) : le capitaine Bradford
- 2007 : Les Quatre Fantastiques et le Surfer d'argent : le général Hager
- 2007 : Live ! : Don
- 2007 : The Mist : Brent Norton
- 2008 : Les Passagers : Perry
- 2010 : Salt : le secrétaire de la défense
- 2012 : The Baytown Outlaws : le shérif Henri Millard
- 2014 : The Gambler : Dean Fuller
- 2021 : Spirit : L'Indomptable (Spirit Untamed) d'Elaine Bogan : Al Granger (voix)
- 2022 : She Said de Maria Schrader : Dean Baquet

## Distinctions

### Récompenses
- Meilleure prestation dans une série dramatique en 1997 et 1998 pour Homicide, lors des Television Critics Association Awards.
- Emmy Award du meilleur acteur dans un feuilleton ou une série dramatique en 1998 pour Homicide.

### Nominations
- NAACP Image Award, dans la catégorie Outstanding Actor in a Drama Series, Mini-Series or Television Movie (meilleur acteur dans une série dramatique, mini-série ou téléfilm) :

1996 : pour Homicide
1997 : pour Homicide
1998 : pour Homicide
1999 : pour Homicide
2001 : pour Gideon's Crossing
2002 : pour Gideon's Crossing
2003 : pour Le Justicier de l'ombre

## Voix francophones
En version française, Andre Braugher est doublé à ses débuts par Serge Faliu dans Glory et Peur primale, Bruno Dubernat  dans Piège en eaux troubles, Richard Darbois dans Pilotes de choix, Pascal Renwick dans Fréquence interdite et Christian Pélissier dans The Practice. Jean-Paul Pitolin le double de manière sporadique entre 1998 et 2008, étant sa voix dans Homicide, Le Justicier de l'ombre, Thief et La Menace Andromède.
Le doublant en 1998 dans La Cité des anges, puis en 2004 dans Salem, Thierry Desroses, devient sa voix régulière à partir de la fin des années 2000, le retrouvant dans Dr House, New York, unité spéciale, The Baytown Outlaws ou encore Brooklyn Nine-Nine. Parrallèlement, l'acteur est également doublé par Bruno Henry dans Les Quatre Fantastiques et le Surfer d'argent et The Mist, Gilles Morvan dans Last Resort,, Michaël Aragones dans The Gambler et Lionel Henry dans The Good Fight.